# Croix de cimetière de Saint-Abraham
La croix de cimetière de Saint-Abraham est érigée au bourg de Saint-Abraham, rue de l'église au sud du chevet de l'église, dans le Morbihan.

## Historique
La croix fait l’objet d’une inscription au titre des monuments historiques depuis le 30 mai 1927.

## Architecture
Il s'agit d'une croix bannière dont le fût est monolithe.